# 威斯康辛州
威斯康辛州（英語：State of Wisconsin，i/wɪˈskɒnsɪn/ wisk-ON-sin），又译威斯康辛州或威斯康森州，簡稱威州，是美國中北部的一個州，緊臨五大湖區。該州的西邊為明尼蘇達州，西南邊為愛荷華州，南邊為伊利諾州，東邊為密西根湖，東北邊為密西根上半島，北邊為蘇必略湖。威斯康辛州面積在全美各州排名第23，人口則排名第20。威斯康辛州共設有72個郡，州政府位於麥迪遜，最大城市則為密西根湖西岸的密爾瓦基。美国2021年人口估算显示，该州人口为589.6万。
州名来源于法语对某原住民地名的音译，意为“我们居住的地方”。

## 州名
威斯康辛州的英文原名是由法文中的一個印地安外來語改拼而来。它也许来自奥吉布瓦族語言「Miskwasiniing」，意指「红石之地」，这也可能影响到威斯康辛河的命名，
威斯康辛之名最初只被用於威斯康辛河，河名由法文记载的「Ouisconsin」，意思是遍佈青草，而後改至今日的英文名称「Wisconsin」。
在威斯康辛正式成为一州後泛指整个州。
在现今奥吉布瓦语中的「Wiishkoonsing」或「Wazhashkoonsing」，意指「麝鼠栖息之地」或「小麝鼠之地」。其它說法则有「威斯康辛」之名源于「水的聚会」或「巨石」之说。

## 地理
威斯康辛州位於美国中西部北邊，别称獾州。西北濒苏必利尔湖，首府麦迪逊。
北部是苏必利尔高地，南部是平原，有1万多个湖泊。第四纪时全境除西南部外，均遭冰川覆盖，故多数为冰蚀湖。温带大陆性气候，冬季严寒、夏季炎热，受大湖调节，滨湖地带气候较温和。年平均降水量760毫米，春夏较多。森林覆盖率45％，主要分布在北部。
本州特征有二：第一，乳牛之州。本州全是波状地面，生长茂草，有乳牛两百多万头。全州农场之中，有80%是畜牧乳牛的农场。每年出产的牛奶、牛油及干酪，在各州之中，均列第一位。第二，植林造纸之州。本州地形、气候、土壤均宜于重新植林。通过数十年之努力，已可大量用以制纸。
本州西北滨苏必略湖，东滨密歇根湖，东北界密歇根州，西邻明尼苏达州，西南与南两方面与爱荷华及伊利诺依两州接壤。本州可分两区：北部是苏必略台地区，中部及南部是低丘浅谷区。冰河时代，密西西比河以东之本州南部，可能经受北部地势较高的影响，无不蚀冰碛地形。这一个地区叫做“无冰碛区”。其他各地，冰碛层分布极广。本州地面二分之一以上是林地，出产硬木材甚富。主要作物为玉米、燕麦、蔓越莓、枫糖浆。火鸡、猪、牛也多。
本州工业很盛，产品总值占本州总生产值的40%。矿产有锌、铁。本州有十六个港口。其中最大的一个是位于东南部之密爾沃基，滨密歇根湖，人口140万，是美国北部制造内燃机主要都市之一。
威斯康辛州行政区划一共有62个县。详见威斯康辛州行政区划。

## 經濟
威斯康辛州被称为“奶制品之州”，本州出产的奶酪尤其出名。威斯康辛州居民很幽默地称自己为“奶酪大头”（cheeseheads），而且在体育比赛，音乐会和其他公共活动中总是头戴一顶貌似圆饼形瑞士奶酪一角的泡沫帽子。其他有名的饮料食品包括啤酒和德國油煎香腸，华人则对本州盛产的花旗蔘比较熟悉。
该州2013年的GDP为2514亿美元，占全国总GDP的1.73%。2022年GDP排名全美第21位，人均GDP排名全美第29位。
著名人力资源服务公司万宝盛华、保险商西北互助保险和汽车配件生产商江森自控均位于该州。

## 重要城鎮
- 麥迪遜－首府
- 密爾沃基
- 格林贝
- 水清
- 拉克罗斯
- 沃索－人參出品区
- 阿普尔頓（Appleton）
- 奧什科什（Oshkosh）
- 马尼托沃克（Manitowoc）
- 希博伊根（Sheboygan）
- 拉辛
- 基诺沙（Kenosha）

### 都会区
| 排名 | 都会区名稱                    | 人口      |
| ---- | ----------------------------- | --------- |
| 1    | 密尔沃基-沃科夏 MSA           | 1,576,113 |
| 2    | 麦迪逊 MSA                    | 660,422   |
| 3    | 绿湾 MSA                      | 321,591   |
| 4    | 阿普尔顿 MSA                  | 237,524   |
| 5    | 拉辛 MSA                      | 196,584   |
| 6    | 奥什科什-尼纳 MSA             | 171,020   |
| 7    | 莱克县-基诺沙县 MD (州内部分) | 169,290   |
| 8    | 欧克雷尔 MSA                  | 168,669   |
| 9    | 简斯维尔-伯洛伊特 MSA         | 163,129   |
| 10   | 沃索-韦斯顿 MSA               | 135,428   |

### 镇
威斯康辛州的“镇”（英語：town）是“行政镇区”（英語：civil township）归类为“小行政单位”（英語：minor civil division）。威斯康辛州的大部分地方都是“镇区”的一部分除了非镇区一级自治体。“镇”和“自治体”（英語：municipality）是一致没有重叠。

## 教育
詳見威斯康辛州學院和大學列表

## 交通

### 重要機場
- 密爾瓦基米契爾將軍國際機場（MKE）－中西航空（Midwest Airlines）轉運中心

### 重要高速公路
- 90號州際公路I-90
- 94號州際公路I-94
- 39號州際公路I-39
- 43號州際公路I-43

## 重要體育團體

### 美式足球
- NFL
  - 綠灣包裝工
- NCAA
  - University of Wisconsin（Badgers）

### 棒球
- 大聯盟
  - 密尔沃基酿酒人
- 小聯盟
  - 貝洛伊特齧龜（Beloit Snapper，1A級─中西聯盟，母隊：奧克蘭運動家）
  - 威斯康辛木紋響尾蛇（Wisconsin Timber Rattlers，1A級─中西聯盟，母隊：密尔沃基酿酒人）

### 籃球
- NBA
  - 密尔沃基雄鹿
- NCAA
  - University of Wisconsin - Green Bay（Phoenix）
  - University of Wisconsin（Badgers）
  - 威斯康辛大学密尔瓦基分校（University of Wisconsin at Milwaukee）
  - 马凯特大学（Marquette University - Golden Eagles）

## 外部連結
- University of Wisconsin - Green Bay （页面存档备份，存于）
- University of Wisconsin - Madison英文（页面存档备份，存于）
- 马凯特大学  Marquette University英文（页面存档备份，存于）
- University of Wisconsin - Colleges英文 （页面存档备份，存于）